# 川口敬一郎
川口 敬一郎（かわぐち けいいちろう、1月22日 - ）は、日本の男性アニメーター、アニメ演出家・監督。神奈川県川崎市出身。

## 人物
葦プロダクション出身。アニメーターとして数多くの作品で原画、作画監督を務める傍ら、演出にも参加。また、音響監督やシリーズ構成を兼任する作品も多い。
当初はOVA『ピンキーストリート』が初監督作品になる予定だったが、制作の遅れから次作の『MÄR-メルヘヴン-』の方が先に放映されたため、結果的に初監督作品となった。
2022年3月に光川真由と結婚したことを光川のTwitterにて報告した。
同時期に複数の作品を並行して監督することが多い。例としては下記の通り。
- 2007年1月期、『MÄR-メルヘヴン』と『月面兎兵器ミーナ』の2作品
- 2007年7月期、『ハヤテのごとく!』と『もえたん』の2作品
- 2009年10月期、『にゃんこい!』と『ゆとりちゃん』と『こわれかけのオルゴール』の3作品[注 1]
- 2011年7月期、『SKET DANCE』と『まよチキ!』の2作品
- 2014年7月期、『ドラゴンコレクション』と『人生』の2作品
- 2016年1月期、『ファンタシースターオンライン2 ジ アニメーション』と『ナースウィッチ小麦ちゃんR』と『おしえて! ギャル子ちゃん』の3作品
- 2018年7月期、『中間管理録トネガワ』と『ISLAND』の2作品
- 2020年10月期、『シャドウバース』と『おちこぼれフルーツタルト』と『ひぐらしのなく頃に 業』の3作品[注 2]
- 2023年7月期、『シャドウバースF』と『スパイ教室』と『英雄教室』の3作品

フィギュアやキャラクターグッズなどを集めるのが趣味で、作業デスクの上にはこうした玩具が所狭しと並べられている。アニメ業界に入ったのも、プラモデルなどホビー系のアニメを作ってみたいという夢があったからのこと。（プラモデル系のアニメについては2017年に監督した『フレームアームズ・ガール』で実現した）

## 参加作品

### 監督
2005年
- MÄR-メルヘヴン（2005年 - 2007年）※初代監督・奥脇雅晴の後任として。

2006年
- ピンキーストリート ※OVA

2007年
- 月面兎兵器ミーナ
- ハヤテのごとく!（2007年 - 2008年）
- もえたん

2008年
- THE IDOLM@STER LIVE FOR YOU! オリジナルアニメDVD ※ゲーム付属アニメ。
- 絶対可憐チルドレン（2008年 - 2009年 ）

2009年
- こわれかけのオルゴール ※同人アニメ。完成版が2009年冬のコミックマーケットにて配布。
- にゃんこい!
- ゆとりちゃん（2009年 - 2010年）※Webアニメ。本配信は2010年3月開始。

2010年
- 窓辺ななみ（店頭アニメCM）
- 絶対可憐チルドレン 〜愛多憎生! 奪われた未来?〜 ※OVA
- 劇場版 こわれかけのオルゴール
- 怪物王女（2010年 - 2011年）※OVA、音響監督も兼任
- 迷elleオトコノ娘 ※OVA
- かんたんペースメーカー入門 ※Webアニメ

2011年
- SKET DANCE（2011年 - 2012年）※音響監督も兼任、一部回で声優も担当
- まよチキ!
- VitaminX Addiction ※OVA

2012年
- お兄ちゃんだけど愛さえあれば関係ないよねっ
- みなみけ おまたせ ※OVA

2013年
- みなみけ ただいま
- れすきゅーME! ※OVA
- みなみけ 夏やすみ ※OVA
- 劇場版 HUNTER×HUNTER -The LAST MISSION- ※劇場版

2014年
- ドラゴンコレクション
- 人生相談テレビアニメーション「人生」

2015年
- ミリオンドール ※「川口K一郎」名義。第1話のみ（第6話以降は山内東生雄に交代）

2016年
- ファンタシースターオンライン2 ジ アニメーション ※絵コンテも兼任
- ナースウィッチ小麦ちゃんR ※絵コンテも兼任
- おしえて! ギャル子ちゃん ※シリーズ構成・脚本・絵コンテも兼任

2017年
- フレームアームズ・ガール ※絵コンテ・演出も兼任

2018年
- 中間管理録トネガワ
- ISLAND ※絵コンテも兼任
- テニスの王子様　BEST GAMES!!　手塚vs跡部 ※OVA

2020年
- シャドウバース（2020年 - 2021年）
- ひぐらしのなく頃に業（2020年 - 2021年） ※絵コンテも兼任
- おちこぼれフルーツタルト ※シリーズ構成・脚本・絵コンテも兼任

2021年
- ひぐらしのなく頃に卒

2022年
- 新テニスの王子様 U-17 WORLD CUP
- シャドウバースF（2022年 - 2024年）

2023年
- スパイ教室 ※脚本・絵コンテも兼任
- 英雄教室 ※絵コンテ・演出も兼任

2025年
- 戦隊レッド 異世界で冒険者になる ※脚本・絵コンテ・演出・音響監督も兼任

### その他
- 超魔神英雄伝ワタル（1997年 - 1998年） 原画
- 爆走兄弟レッツ&ゴー!!MAX（1998年） 原画
- 万能文化猫娘（1998年） 原画
- アキハバラ電脳組（1998年） 原画
- 超生命体トランスフォーマー ビーストウォーズII（1998年） 原画
- カードキャプターさくら（1998年 - 1999年） 原画
- 魔術士オーフェン Revenge（1998年 - 1999年） 作画監督、原画
- 超生命体トランスフォーマー ビーストウォーズネオ（1999年） 原画
- 天使になるもんっ!（1999年） 原画
- GTO（1999年） 原画
- 鋼鉄天使くるみ（1999年） 原画
- てなもんやボイジャーズ（1999年） 原画 ※OVA
- ゾイド -ZOIDS-（1999年 - 2000年） 原画
- 銀装騎攻オーディアン（2000年） 原画
- 遊☆戯☆王デュエルモンスターズ（2000年 - 2004年） 作画監督
- 鋼鉄天使くるみ2式（2001年） 原画
- 星のカービィ（2001年 - 2003年）原画
- NARUTO -ナルト-（2002年 - 2007年） 演出、原画
- おもいっきり科学アドベンチャー そーなんだ!（2003年） 作画監督、原画
- ウルトラマニアック（2003年） 小物設定
- まぶらほ（2003年 - 2004年） 作画監督、原画
- PEACE MAKER鐵（2003年） 原画
- モエかん THE ANIMATION（2003年 - 2004年） 原画 ※OVA
- ソニックX（2003年-2004年）作画監督
- マーメイドメロディー ぴちぴちピッチ（2004年） 原画
- マーメイドメロディー ぴちぴちピッチ ピュア（2004年） 絵コンテ、OP原画
- 光と水のダフネ（2004年） 原画
- Get Ride! アムドライバー（2004年） 原画
- トランスフォーマー スーパーリンク（2004年） 絵コンテ、演出、作画監督、原画
- 流星戦隊ムスメット（2004年） 原画
- B-伝説! バトルビーダマン 炎魂（2005年） 絵コンテ、演出、原画、声の出演（48話、ケイイチロウ役）
- トランスフォーマー ギャラクシーフォース（2005年） 絵コンテ、演出
- 極上生徒会（2005年） 絵コンテ
- わがまま☆フェアリー ミルモでポン! わんだほう（2004年 - 2005年） 絵コンテ、演出
- わがまま☆フェアリー ミルモでポン! ちゃあみんぐ（2005年） 絵コンテ
- 灼眼のシャナ（2005年 - 2006年） 絵コンテ
- 銀盤カレイドスコープ（2005年） 絵コンテ
- 甲虫王者ムシキング 〜森の民の伝説〜（2005年 - 2006年） 作画監督、絵コンテ、演出、原画
- LEMON ANGEL PROJECT（2006年） 絵コンテ
- 爆球Hit! クラッシュビーダマン（2006年） 絵コンテ、演出、原画
- 妖逆門（2006年） 絵コンテ
- メタルファイト ベイブレード（2009年 - 2010年） 絵コンテ
- クロスゲーム（2009年 - 2010年） 絵コンテ、演出
- クッキンアイドル アイ!マイ!まいん!（2009年） 絵コンテ
- トランスフォーマー アニメイテッド シーズン3（2009年） 絵コンテ
- おんたま!（2009年） 絵コンテ ※Webアニメ
- エレメントハンター（2010年） 絵コンテ
- バカとテストと召喚獣（2010年） 絵コンテ
- 俺の妹がこんなに可愛いわけがない（2010年） スーパーバイザー[注 3]、絵コンテ
- C3 -シーキューブ-（2011年） 絵コンテ
- D.C.III 〜ダ・カーポIII〜（2013年） 絵コンテ
- プリティーリズム・レインボーライブ（2013年）絵コンテ、OP絵コンテ・演出
- 宮河家の空腹（2013年）絵コンテ
- アイカツ!（2013年）絵コンテ、OP絵コンテ・演出・原画
- 帰宅部活動記録（2013年）絵コンテ
- Fate/kaleid liner プリズマ☆イリヤ（2013年）絵コンテ
- 魔法戦争（2014年）絵コンテ
- ディーふらぐ!（2014年）絵コンテ
- 戦国BASARA Judge End（2014年）絵コンテ
- プリパラ（2014年）絵コンテ
- 失われた未来を求めて（2014年）絵コンテ
- ガールフレンド（仮）（2014年）絵コンテ
- やはり俺の青春ラブコメはまちがっている。続（2015年）絵コンテ
- えとたま（2015年）絵コンテ
- 青春×機関銃（2015年）絵コンテ
- Fate/kaleid liner プリズマ☆イリヤ ツヴァイ ヘルツ!（2015年）絵コンテ
- Dance with Devils（2015年）絵コンテ
- ルパン三世（2015年）絵コンテ
- 一人之下 the outcast（2016年）OP絵コンテ
- レガリア The Three Sacred Stars（2016年）絵コンテ
- orange（2016年）絵コンテ
- チア男子!!（2016年）絵コンテ
- Fate/kaleid liner プリズマ☆イリヤ ドライ!!（2016年）絵コンテ
- AKIBA'S TRIP -THE ANIMATION-（2017年）絵コンテ
- 政宗くんのリベンジ（2017年）絵コンテ
- カードファイト!! ヴァンガードG NEXT（2017年）絵コンテ
- チェインクロニクル 〜ヘクセイタスの閃〜（2017年）絵コンテ
- アイドルタイムプリパラ（2017年）絵コンテ
- 劇場版Fate/kaleid liner プリズマ☆イリヤ 雪下の誓い（2017年）絵コンテ
- つうかあ（2017年）絵コンテ
- カードファイト!! ヴァンガードG Z（2018年）絵コンテ
- 若おかみは小学生!（2018年）絵コンテ
- KING OF PRISM -Shiny Seven Stars-（2019年）OP絵コンテ・演出
- ぼくたちのリメイク（2021年）絵コンテ
- MUTEKING THE Dancing HERO（2021年）絵コンテ
- Summer Pockets（2025年）絵コンテ
- ブスに花束を。（2025年）絵コンテ